# Confederação Brasileira de Esqui Aquático
A Confederação Brasileira de Esqui Aquático é uma entidade oficial que regulamenta o esqui aquático no Brasil.
O grande introdutor do esqui no país e que ainda participa ativamente de seu desenvolvimento é o paulista Paulo Weigand. Detentor de inúmeros títulos internacionais, Paulo é hoje um dos melhores veteranos do mundo, participando da Diretoria da Confederação Brasileira de Esqui Aquático - CBEA.

## As modalidades competitivas do esqui aquático
- Slalon

- Salto de rampa

- Truques